# Торий
Торият е слаборадиоактивен сребристобял метал. Наречен е на името на бога на гръмотевиците в скандинавската митология – Тор. Открит е от Йонс Берцелиус.

## История
Торият е бил успешно изолзван като алтернативно на урана ядрено гориво между 1964 и 1969 година в САЩ в Експерименталния реактор с течни соли (от англ. MSR – Molten Salt Reactor Experiment) за производството на топлинна енергия.

## Свойства

### Химични свойства
Водата разяжда тория, повечето от познатите киселини не го разяждат. Ториевият оксид има най-високата точка на топене от всички познати оксиди – 3300 °C.

### Физически свойства
Торият е сребристо бял, ковък, еластичен и двуобразен метал, който не се окислява в нормална атмосферна среда за няколко месеца и променя формата си при температура от 1400 °C

### Наличие
Залежите на торий са сравнително слабо познати поради сегашното ниско ниво на употребление на метала и слабото търсене на световните пазари. Няколко организации по света поддържат статистика на залежите от Торий.
Една от оценките с най-голяма тежест се базира на годишното изследване на Геологическия институт на САЩ Mineral Commodity Summaries (1997 – 2006):
| Страна       | Запаси на торий в тонове | Базисни запаси в тонове |
| ------------ | ------------------------ | ----------------------- |
| Австралия    | 300 000                  | 340 000                 |
| Индия        | 290 000                  | 300 000                 |
| Норвегия     | 170 000                  | 180 000                 |
| САЩ          | 160 000                  | 300 000                 |
| Канада       | 100 000                  | 100 000                 |
| ЮАР          | 35 000                   | 39 000                  |
| Бразилия     | 16 000                   | 18 000                  |
| Малайзия     | 4500                     | 4500                    |
| Други страни | 95 000                   | 100 000                 |
| Целият свят  | 1 200 000                | 1 400 000               |

## Торият като източник на енергия
За да бъде използван като източник на енергия, торият трябва да бъде бомбардиран с неутрони – процес, който би го превърнал в изкуствен изотоп на урана, след което той става радиоактивен, излъчвайки 2 неутрона и милиони пъти повече енергия, отколкото химическо гориво със същата маса. Този процес може да бъде подхранван вечно при наличието на допълнително количество торий.

## Приложения
Торият има следните приложения:
- използва се в сплави с магнезий
- като гориво за ториев ядрен реактор (в стадий на развитие)
- за радиоактивно датиране